# Hradčany (Ralsko)

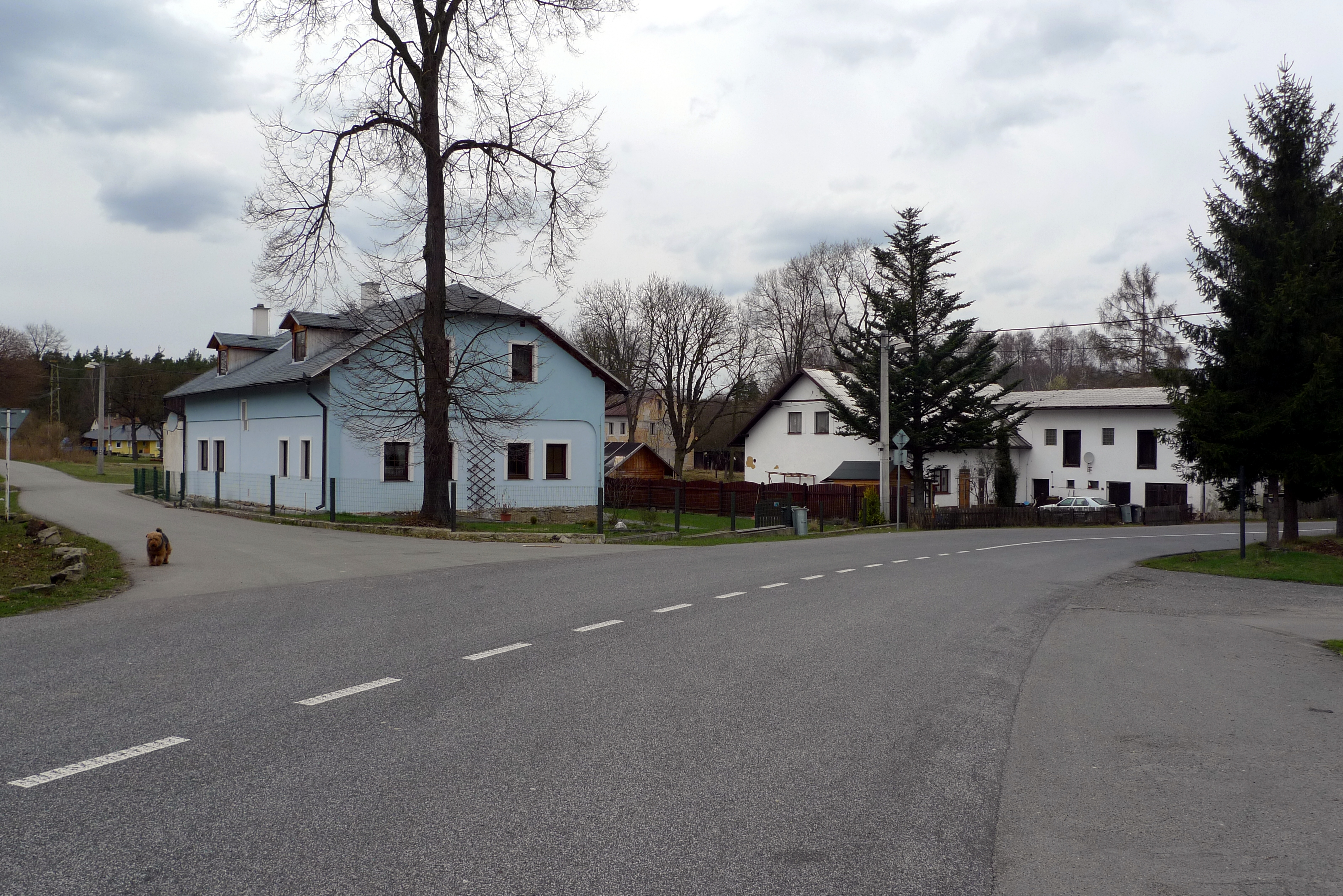
Ortsmitte

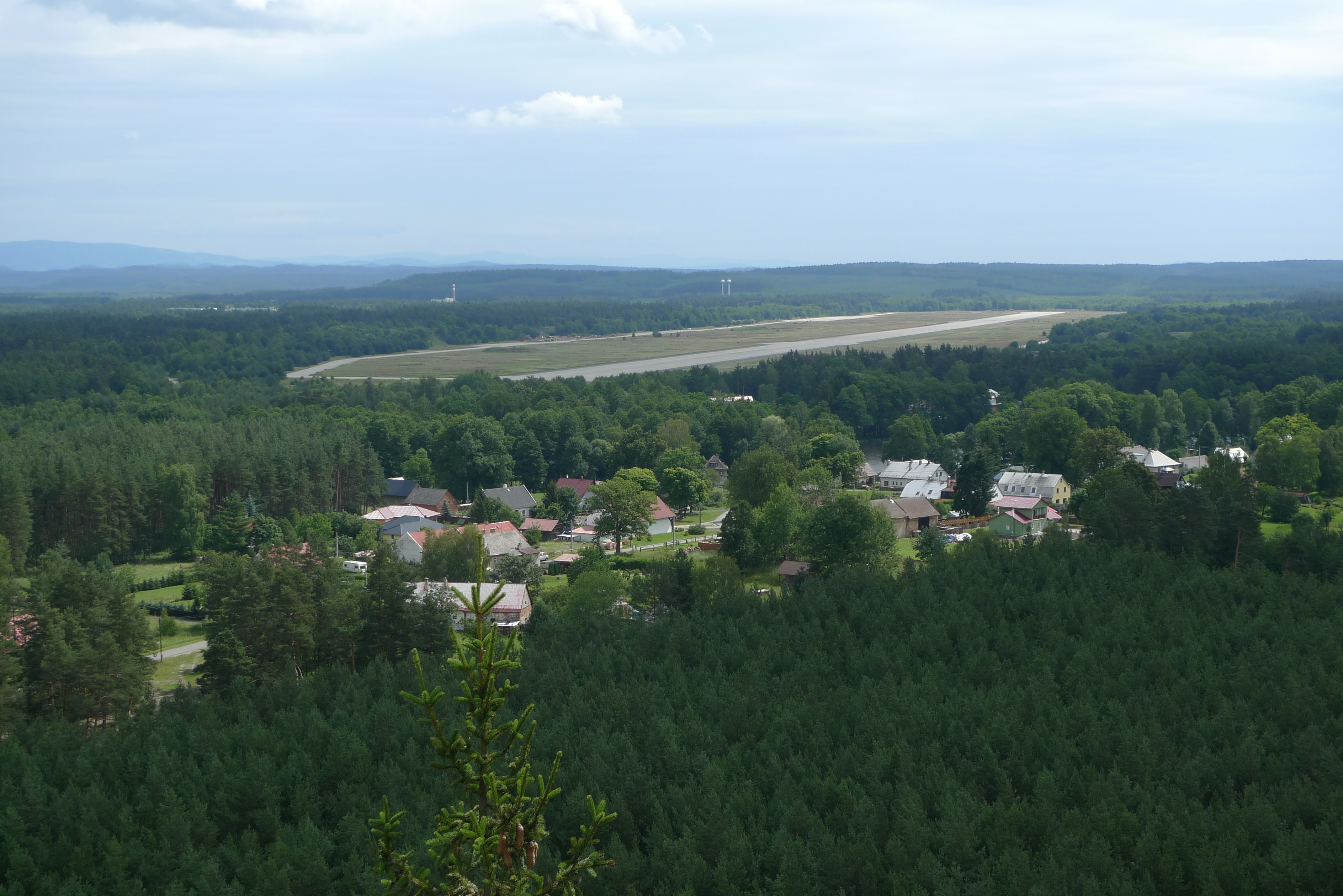
Blick von der Hradčanská vyhlídka über Hradčany zum Flugplatz

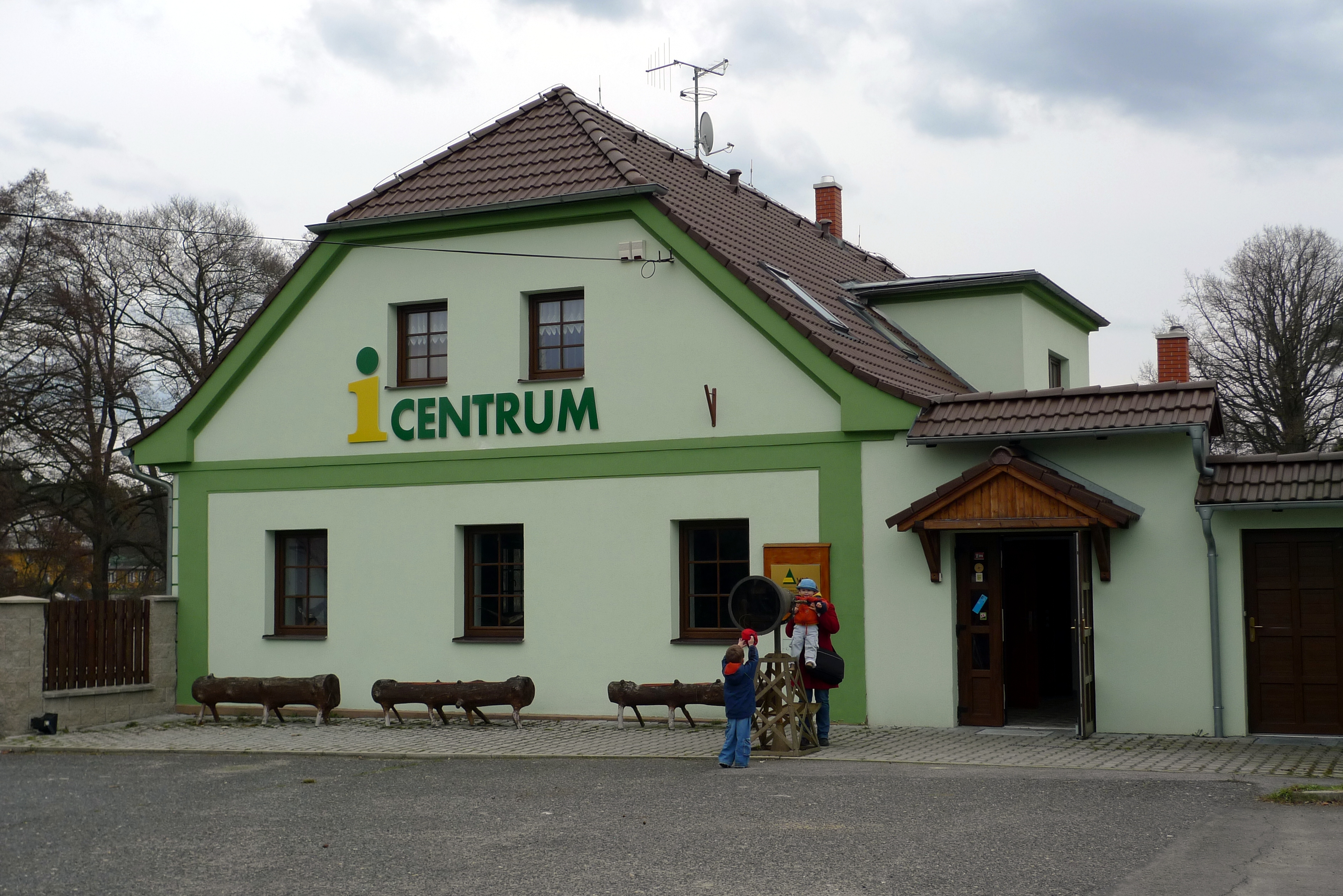
Infocentrum VLS

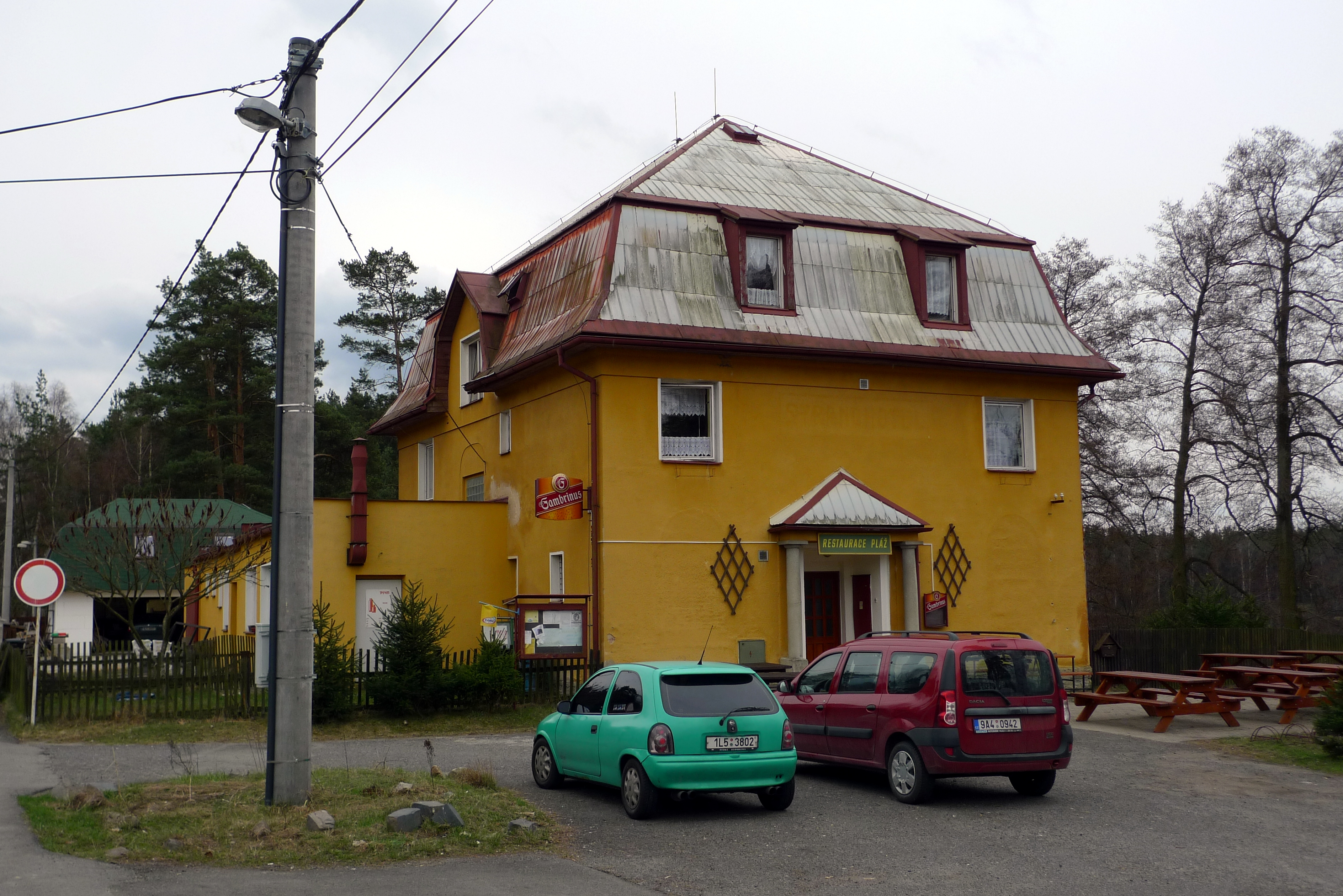
Hotel Pláž

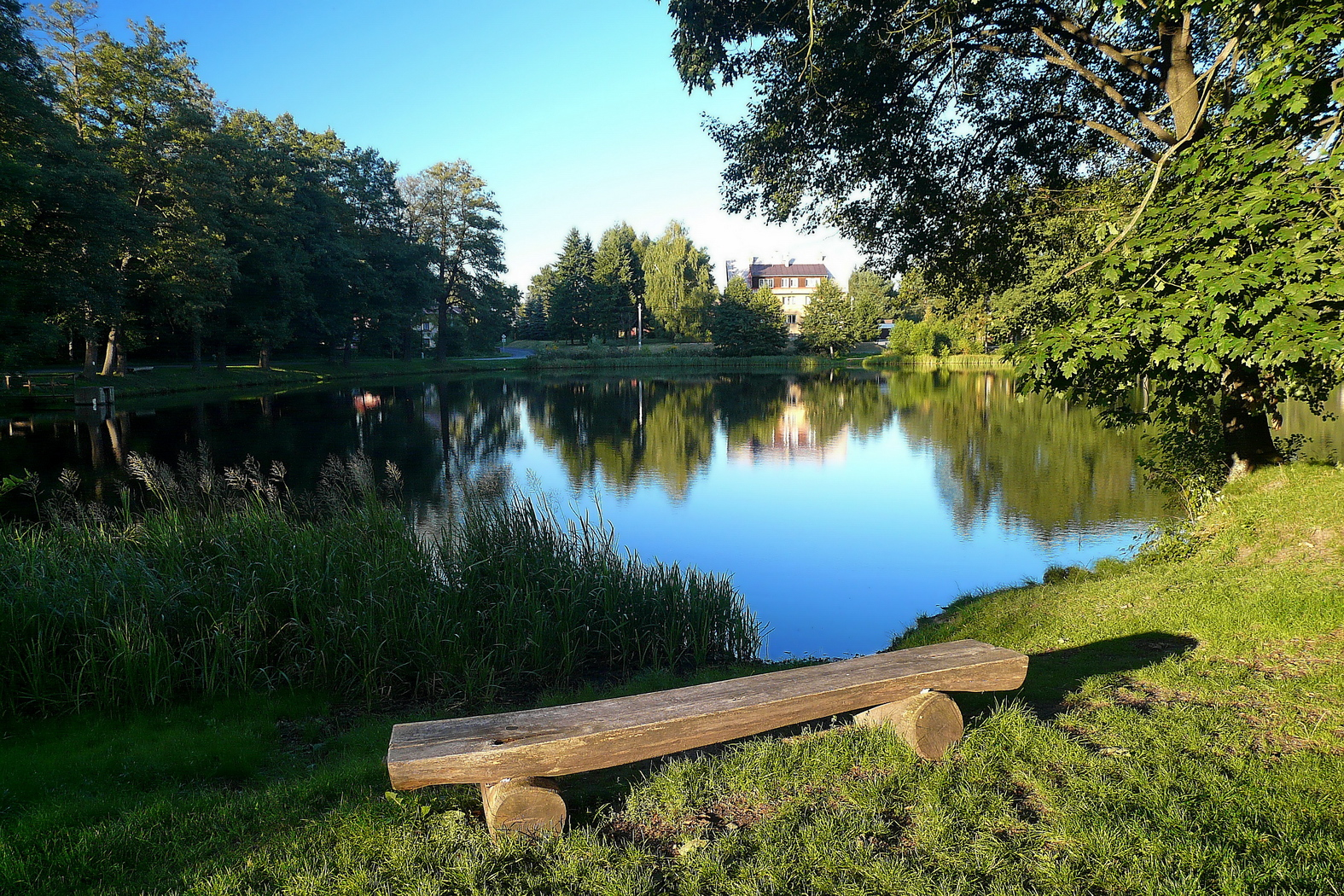
Kummerteich

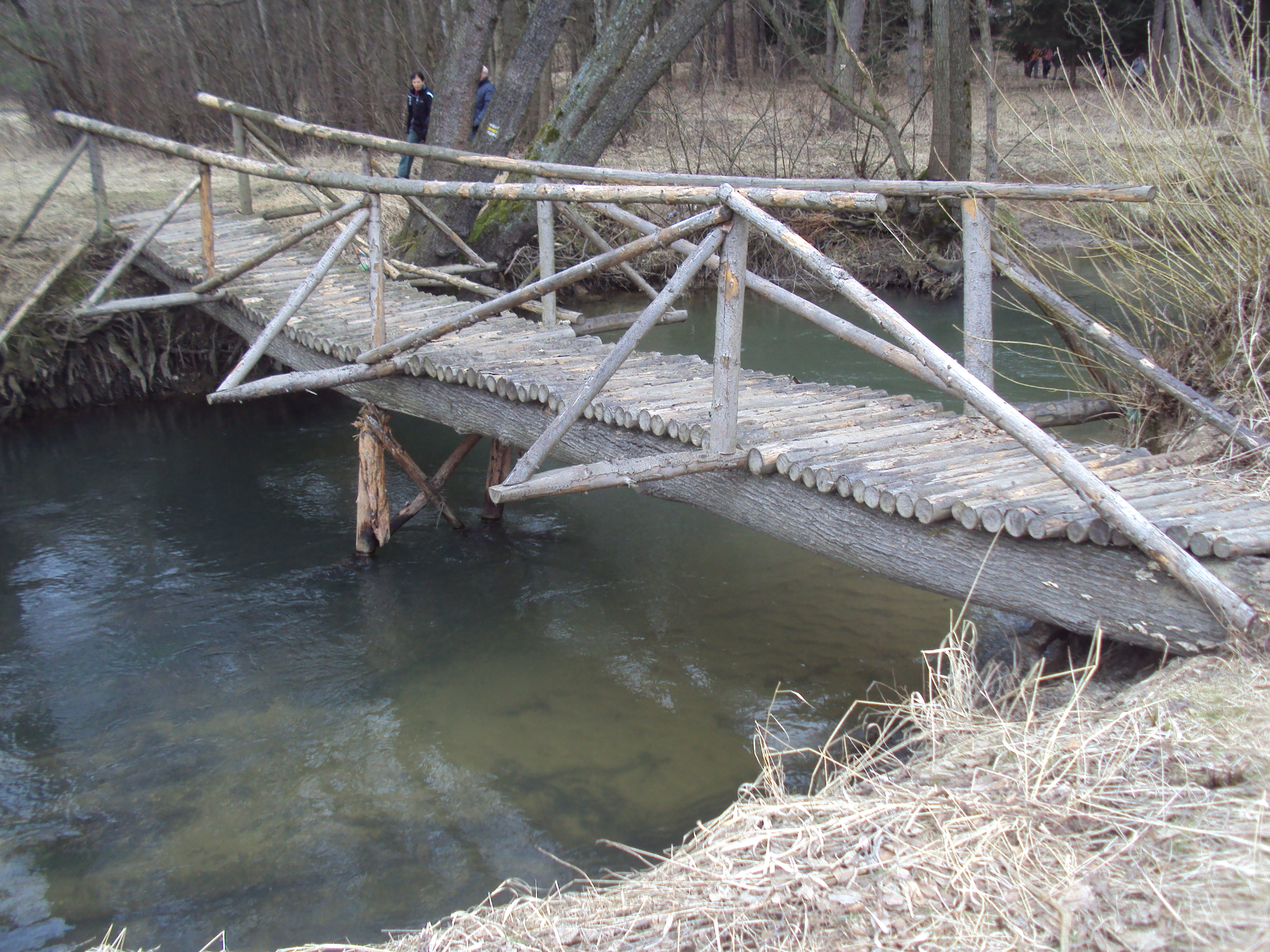
Steg über die Ploučnice

Hradčany, bis 1948 Kummer, ist ein Ortsteil der Stadt Ralsko in Tschechien. Er liegt fünf Kilometer südwestlich des Stadtzentrums von Mimoň und gehört zum Okres Česká Lípa.

## Geographie
Hradčany befindet sich im Kummergebirge am Unterlauf des Baches Hradčanský potok vor dessen Mündung in die Ploučnice. Nördlich erhebt sich der Liščí vrch (Fuchsberg, 321 m), im Osten der Červený vrch (299 m), die Borová (360 m) und der Bor (361 m), südöstlich der Víšek (Wischken, 308 m), die Malá Buková (Kleiner Buchberg, 431 m) und die Velká Buková (Großer Buchberg, 474 m), südlich der Bahno (Bahumberg, 328 m) und der Pec (Petzberg, 451 m), im Südwesten der Jindřichův kopec (Heinrichsberg, 357 m), westlich der Dub (Eichberg, 458 m), der Mufloní vrch (339 m), der Vysoký vrch (Großer Berg, 387 m) und der Jelení vrch (Hirschberg, 320 m) sowie nordwestlich der Jelení vršek (Hirschhübel, 307 m). Gegen Südwesten liegt das Sandsteinfelsgebiet Hradčanské stěny (Bornkamm), am südöstlichen Ortsrand der Hradčanský rybník (Kummerteich). Östlich befindet sich der ehemalige Militärflugplatz Hradčany. Durch Hradčany führt die Straße II/270 zwischen Doksy und Mimoň.
Nachbarorte sind Boreček im Norden, Ploužnice und Hvězdov im Nordosten, Skelná Huť im Osten, Kuřívody sowie die Wüstungen Trojzubec (Dreizipfel) und Strážov im Südosten, Břehyně im Süden, Doksy und Staré Splavy im Südwesten, Dvojdomí, Jestřebí, Provodín, Brána und Srní im Westen sowie Veselí, Brenná, Božíkov und Bohatice im Nordwesten.

## Geschichte
Das Kummergebirge wurde wegen seiner trockenen Sandsteinhöhen und morastiger, aber wasserarmer Gründe während der frühen Landeskolonisation nur sehr dünn besiedelt und bildete eine Siedlungsscheide zwischen den deutschen und tschechischen Siedlungsgebieten. Das größtenteils mit Kiefernwäldern bestandene Gebiet war Teil des Großen Tiergartens, der die Herrschaften Hirschberg, Weißwasser und Münchengrätz fast gänzlich umschloss. Am östlichen Fuße der Felskämme führte die Alte Kummerstraße (Hradčanská cesta) vom Eichelberg (Dubová hora) durch das Moorgebiet des Wüsten Teiches (Pustý rybník) in den Kummergrund und entlang der Ploučnice weiter über Brenná nach Leipa.
Der erste schriftliche Nachweis von Kummer erfolgte im Jahre 1711, als eine Brettmühle an der Ploučnice erwähnt wurde. Später entstand am Damm des Kummerteiches eine kleine Ansiedlung, deren Bewohner von der Holzverarbeitung lebten. Nachdem der preußische General von Möllendorff während des Bayerischen Erbfolgekrieges im Juli 1778 die strategisch günstige Höhe an den Mickenhaner Steinen besetzt und dort einige Zeit sein Lager aufgeschlagen hatte, ließ Kaiser Joseph II. im Herbst 1778 im Kummergebirge Befestigungsanlagen errichten. Südwestlich von Kummer entstand im Langen Grund (Dlouhá rokle) eine Redoute, die über den Kanonenweg mit den Kaiser-Josephs-Schanzen am Langen Berg (Dlouhý vrch) bei Mickenhan in Verbindung stand. Als Ernst von Waldstein-Wartenberg 1797 die väterlichen Herrschaften erbte, ließ er den Großen Tiergarten aufheben. Als 1813 die Vorhut der französischen Truppen von Zittau nach Leipa vorgerückt war, wurden die Befestigungsanlagen ausgebessert und erweitert. Wegen der durch den großen Hochwildbestand verursachten Schäden ließ Ernst von Waldstein-Wartenberg in den Jahren 1825 und 1826 die zur Herrschaft Hirschberg gehörigen Wälder des Haider, Kummerer und Thamer Reviers wieder als Tiergarten bewirtschaften, dessen Haupteingang das Heutor am Langen Berg bildete. Ein Teil des Dorfes Kummer lag innerhalb des Tiergartens. 1832 erbte Christian von Waldstein-Wartenberg die Herrschaften.
Im Jahre 1832 bestand Kummer aus 78 Häusern mit 501 deutschsprachigen Einwohnern. Im Ort gab es eine Schule, ein Wirtshaus, eine Schäferei sowie eine Mahlmühle mit Brettsäge. Abseits lag das Jägerhaus Neubrücke mit einer weiteren obrigkeitlichen Brettsäge. Pfarrort war Niemes. 1846 wurde unweit des Heutores im Tiergarten das Forsthaus Eichberg erbaut. Bis zur Mitte des 19. Jahrhunderts blieb das Dorf zur Allodialherrschaft Hirschberg untertänig.
Nach der Aufhebung der Patrimonialherrschaften bildete Kummer ab 1850 eine Gemeinde im Bunzlauer Kreis und Gerichtsbezirk Niemes. Ab 1868 gehörte Kummer zum Bezirk Böhmisch Leipa.
Zum Ende des 19. Jahrhunderts entwickelte sich das Dorf am Kummerteich zum Ausflugsort.
Im Jahre 1903 bestand das Dorf Kummer aus 75 Häusern, in denen 416 Personen lebten. Darin inbegriffen waren die Ortsteile Hradschin (acht Häuser) und Zweihäusl (vier Häuser) sowie das herrschaftliche Jägerhaus Eichberg. Ab 1909 erfolgte der Bau der Straße von Hirschberg nach Niemes, an dieser wurde gegenüber dem Eingang zum Langen Grund das Forsthaus Dreizipfel errichtet. 1914 ließ das Gräflich Waldsteinische Oberforstamt die 26 Kilometer lange schmalspurige Waldbahn Rečkov anlegen, die von Dreizipfel über Straßdorf und Eierbrunn zur Sägemühle und Papierfabrik Velký Rečkov verlief.
Kummer bestand im Jahre 1921 aus 83 Häusern mit 370 Einwohnern, darunter 361 Deutsche und acht Tschechen. Im Jahre 1930 lebten in der Gemeinde Kummer mit dem Ortsteil Hradschin und den Einschichten Dreizipfel (Trojzubec), Eichberg, Heuthor (Brána), Zweihäusl (U Dvou chalup) und Neubrück (Nový Most) 382 Personen. In dem Erholungsort, der mit dem inoffiziellen Marketingnamen Kummer am See bekannt war, gab es ein Strandbad, das um den ganzen  Kummerteich reichte, sechs Hotels sowie Pensionen, Villen und Restaurants. Nach dem Münchner Abkommen erfolgte 1938 die Angliederung an das Deutsche Reich; zunächst gehörte Kummer zum Landkreis Böhmisch Leipa und seit dem 1. Mai 1939 zum Landkreis Deutsch Gabel. 1939 hatte die Gemeinde 391 Einwohner. Im März 1945 begann auf dem Kummerfeld bei Zweihäusl der Bau eines Flugplatzes, der bei US-amerikanischen Luftangriffen beschädigt und erst nach dem Ende des Zweiten Weltkrieges von der Tschechoslowakischen Armee fertiggestellt wurde.
Nach dem Ende des Zweiten Weltkrieges kam Kummer zur Tschechoslowakei zurück. In den Jahren 1946 und 1947 wurden die meisten deutschböhmischen Bewohner vertrieben. 1948 wurde der Ort in Hradčany umbenannt und kam zum Okres Česká Lípa zurück. Zur selben Zeit wurde das Gebiet wegen der Errichtung des Truppenübungsplatzes Ralsko entsiedelt. Der Betrieb der Waldbahn wurde 1950 eingestellt. Im Gegensatz zu den meisten Orten auf dem Militärgebiet wurde Hradčany nicht gänzlich zerstört; der Ort blieb als Wohnsiedlung für Angestellte des Militärforstbetriebs und Offiziere erhalten, verfiel jedoch. Nach dem Prager Frühling 1968 benutzte die Rote Armee bis 1991 das Gelände. Die Landebahn des Militärflugplatzes Hradčany wurde in den 1980er Jahren auf eine Länge von 2700 Meter und Breite von 90 Meter ausgebaut, so dass der Flugplatz bei schlechtem Wetter auf dem Weltraumbahnhof Baikonur als Ersatzlandeplatz für die sowjetische Raumfähre Buran dienen sollte.
Nach dem Abzug der Sowjets bildet Hradčany seit dem 1. Januar 1992 einen Ortsteil der Gemeinde Ralsko. Von den Erholungsobjekten hat sich lediglich das Hotel Pláž erhalten.
Der Flugplatz wird heute teilweise als Sportflugplatz genutzt, im Jahre 1999 war er Veranstaltungsort des CzechTek. Außerdem war er Drehort für die Filme Dark Blue World und Stalingrad. Im Jahre 2001 bestand Hradčany aus 41 Wohnhäusern, in denen 142 Menschen lebten. Insgesamt besteht der Ort aus 76 Häusern. Die Grundsiedlungseinheit Hradčany-sídliště wurde im Zuge der Neugliederung des Stadtgebietes am 14. Juli 2010 dem Ortsteil Ploužnice zugeordnet.
Das Teichgebiet am Hradčanský potok ist seit 1933 und 1967 auf einer Fläche von 158 ha als Naturreservat Hradčanské rybníky geschützt. Darin liegen der Černý rybník, Vavrouškův rybník, Strážovský rybník und der Držník.

## Ortsgliederung
Der Ortsteil Hradčany ist Teil des Katastralbezirkes Hradčany nad Ploučnicí. Dieser gliedert sich in die Grundsiedlungseinheiten Hradčany und Hradčany-sídliště, wobei letztere seit 2010 zum Ortsteil Ploužnice gehört.

## Persönlichkeiten
- Franz Werner (1881–1947), tschechoslowakischer Politiker deutscher Nationalität

## Sehenswürdigkeiten
- Sandsteinfelsgebiet Hradčanské stěny mit Sance (Redoute) sowie Sandsteinformationen Psí kostel (Hundskirche), Skalní brána (Frauentor), Havraní skála (Rabenfels) und Tvarožník (Quargelstein) sowie Aussichtspunkt Hradčanská vyhlídka
- Naturlehrpfad Jeřáb
- Hradčanský rybník
- 30 m hohe Bergulme mit einem Stammumfang von 3,55 m, Baumdenkmal
- Informationszentrum des Staatsbetriebes Vojenské lesy a statky ČR, s.p. (VLS) mit Ausstellung zur Geschichte des Truppenübungsplatzes sowie Forstwirtschaft, Geologie, Sehenswürdigkeiten, Flora und Fauna in der Ralská pahorkatina
- Kapelle am Dorfplatz
- Nischenkapelle an der Straße nach Mimoň